# Jan Czapiewski
Jan Czapiewski (ur. 16 listopada 1934 we wsi Zgorzałe) – polski, przedsiębiorca, polityk, poseł na Sejm PRL VIII i IX kadencji.

## Życiorys
Okupację niemiecką przeżył w Zgorzałym. W 1950 w trybie przyspieszonym ukończył siedmioklasową szkołę w Stężycy, a w 1954 Liceum Ogólnokształcące im. Józefa Wybickiego w Kościerzynie. W 1957 został agronomem rejonowym w Powiatowym Zarządzie Rolnictwa w Kartuzach. W 1958 powołano go na sekretarza gromadzkiego w Gołubiu, a od 1962 w Gromadzkiej Radzie Narodowej w Somoninie. W 1983 uzyskał tytuł zawodowy magistra inżyniera rolnictwa w Akademii Rolniczo-Technicznej w Olsztynie. Członek Zarządu Rolniczych Spółdzielni Produkcyjnych.
Był prezesem Gminnego Komitetu Zjednoczonego Stronnictwa Ludowego. W 1980 uzyskał mandat posła na Sejm PRL VIII kadencji w okręgu Gdynia, zasiadając w Komisji Gospodarki Morskiej i Żeglugi, Komisji Rolnictwa i Przemysłu Spożywczego, Komisji Rolnictwa, Gospodarki Żywnościowej i Leśnictwa oraz w Komisji Współpracy Gospodarczej z Zagranicą i Gospodarki Morskiej. W 1985 uzyskał reelekcję. W Sejmie IX kadencji zasiadał w Komisji Spraw Samorządowych oraz w Komisji Współpracy Gospodarczej z Zagranicą.
W 1975 był jednym z współzałożycieli Rolniczej Spółdzielni Produkcyjnej „Radunia”, a później wieloletnim jej prezesem. W 1989 został dyrektorem Przedsiębiorstwa Radbur. 27 lutego 2004 objął funkcję dyrektora firmy „Radbur” Sp. z o.o. 27 listopada 2008 został członkiem zarządu Spółdzielni Usługowo-Wytwórczej „Radunia”, a 11 marca 2010 Lokalnej Grupy Rybackiej Kaszuby Wieżyca.
W 2009 otrzymał prestiżową kaszubską nagrodę „Bursztynowe drzewo” za swój wkład w rozwój kultury na ziemiach kaszubskich.
Jednym z jego synów był Daniel Czapiewski – przedsiębiorca i społecznik, animator życia kulturalnego na Kaszubach (zm. w 2013).